# KrAZ-255
KrAZ-255 はウクライナのKrAZで1967年から1994年にかけて生産された六輪駆動のオフロードトラックである。

## 概要
1956年に開発されたKrAZ-214の運用状況から、ソ連軍は舗装道路の少ないソ連で運用するにはオフロード性能の向上が必要であると考え、この要求に応じて開発された新しいホイール（従来より幅広でタイヤの空気圧を制御できる）と従来より強力なエンジンを備えたKrAZ-255の生産が決まった。KrAZ-214と比較すると最高速度は55km/hから70km/hに、積載量は7tから7.5tに増加した。この車両は多くの注文を受け、生産が始まるとソ連やワルシャワ条約機構加盟国に加えて東側諸国や第三世界に広く輸出され、軍だけでなく民間でも広く使用された。

## バリエーション
KrAZ-255B (КрАЗ-255Б)
12tの貨物トラック 。1967年8月から生産
KrAZ-255B1(КрАЗ-255Б1)
貨物トラック。1979年から生産
KrAZ-255V (КрАЗ-255В)
トラクター型。
KrAZ-255L (КрАЗ-255Л)
23tの木材輸送用トラック。
KrAZ-255L1 (КрАЗ-255Л1)
木材輸送用トラック。1980年から生産
KrAZ-256 (КрАЗ-256) 
12tのダンプトラック型。
ATZ-8,5 (АТЗ-8,5)
燃料輸送車型。
КS-3572 (КС-3572)
軍用クレーン車型。
EOV-4421 (ЭОВ-4421)
軍用油圧ショベルカー型。
TMM-3 (Tyazhyolyy Mekhanizirovannyy Most)
架橋車型。
PMP (Pontonno-Mostovoy Park)
浮橋輸送トラック型。
PRV-9/PRV-16 (Podvizhnyy Radiolokatsionnyy Vysotomer)
探知レーダー型。

## 運用国

### 現在の運用国
- ベラルーシ - ベラルーシ共和国軍
- ブルガリア
- ハンガリー - ハンガリー国防軍
- キューバ - キューバ革命軍
- ジョージア
- インドインド
- カザフスタン - 2016年4月にカザフスタン共和国軍のKrAZ-255Bを新型のKamAZ製トラックに置き換えることを発表[9]。
- レバノン
- モルドバ - モルドバ共和国軍
- 朝鮮民主主義人民共和国
- ポーランド
- ルーマニア
- ロシア - ロシア連邦軍
- セルビア - セルビア軍
- タジキスタン - タジキスタン共和国軍
- ウクライナ - ウクライナ軍
- ベトナム

### かつての運用国
- 東ドイツ
- エストニア
- フィンランド: フィンランド陸軍
- ソビエト連邦